# Litopus auricollis
Litopus auricollis är en skalbaggsart som beskrevs av Schmidt 1922. Litopus auricollis ingår i släktet Litopus och familjen långhorningar. Inga underarter finns listade i Catalogue of Life.